# Кам'янка (Зеленоградський район)
Кам'янка (рос. Каменка) — селище Зеленоградського району, Калінінградської області Росії. Входить до складу Ковровського сільського поселення.
Населення — 142 особи (2015 рік).

## Населення
| 2002 | 2010 |
| ---- | ---- |
| 142  | →142 |